# Castelo de Burley

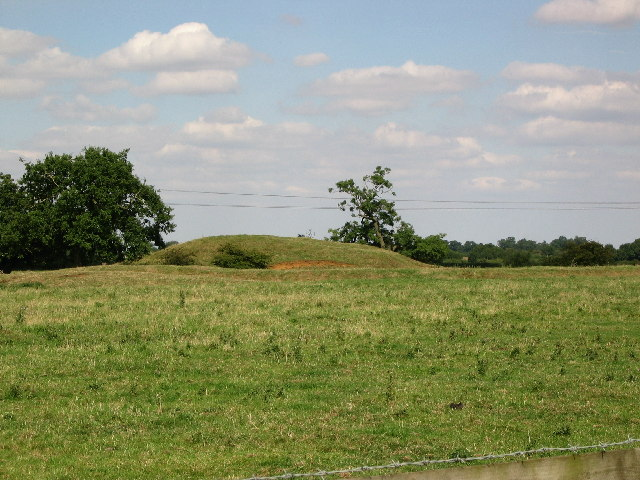
Monte em Alstoe

O Castelo de Burley, mais frequentemente chamado de Alstoe, ficava ao norte da vila de Burley, duas milhas a nordeste de Oakham, no condado de Rutland. Alstoe era o nome de cem.
Foi originalmente usado um moot saxão (c. século  VII- século XI). Há evidências duvidosas de um pequeno castelo de mota do final do século XI ou início do século XII (entre 1086-1153). Apenas a formação térrea permanece.